# Exaltados

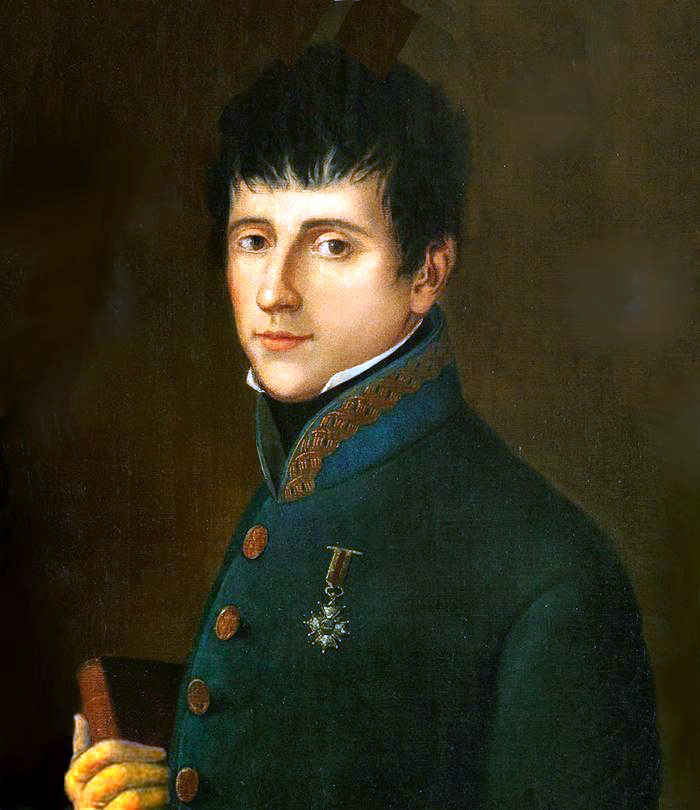
Rafael del Riego, cuyo pronunciamiento dio inicio al Trienio Liberal, fue aclamado por los exaltados como el «héroe de las Cabezas» (de San Juan).

Exaltados (o «veinteañistas») era la denominación que recibieron durante el Trienio Liberal (1820-1823) los liberales españoles de tendencia más progresista, por oposición a los liberales "moderados" de tendencia más conservadora (también conocidos como «doceañistas»). Juan Francisco Fuentes ha señalado que esta división, solo vagamente perceptible al principio, «sería uno de los hechos de mayor trascendencia del Trienio Liberal, de forma que la lucha política que marcó la historia de este período no se comprendería sin el enfrentamiento entre moderados y exaltados, representantes del ala más conservadora y más progresista, respectivamente, del liberalismo español». «Ninguna de estas tendencias llegará a constituirse como un partido político moderno, aunque los prepara», ha señalado Alberto Gil Novales.
Los políticos liberales exaltados más destacados fueron Antonio Alcalá Galiano, Francisco Javier de Istúriz, José María Moreno de Guerra, José María Calatrava, Juan Romero Alpuente, Juan Palarea, Francisco de Paula Fernández Gascó y Álvaro Flórez Estrada.
Durante el reinado de Isabel II los exaltados y sus herederos formaron el Partido Progresista, opuesto al Partido Moderado, por lo que pasaron a llamarse progresistas.  

## Historia
El que se comenzó a llamar en la prensa y en las reuniones públicas el partido exaltado se identificó con el liberalismo de base, de las juntas locales que se formaron en las ciudades durante la Revolución española de 1820, integradas sobre todo por los sectores populares y de clases medias y del propio ejército más radicales, y «cuyas pretensiones de cambio iban más allá, en algunos casos, de lo que representaba el nuevo poder constituido», detentado por los "moderados", «partidarios de administrar con moderación el poder recibido del rey en marzo de 1820».
Los exaltados y los moderados compartían el mismo proyecto político, iniciado por las Cortes de Cádiz, de poner fin a la monarquía absoluta y al Antiguo Régimen y sustituirlos por un nuevo régimen liberal, tanto en lo político como en lo económico. En lo que se diferenciaban era en la «estrategia» a seguir para alcanzar ese objetivo común. Así lo reconoció el moderado José Canga Argüelles en sus memorias: «la diferencia entre los que se llamaban exaltados y moderados en las cortes no estaba en los principios constitutivos del orden establecido, sino en la elección de los medios para sostenerle». Los moderados consideraban que la «revolución»" ya estaba terminada y que lo que había que garantizar era el «orden» y la «estabilidad», intentando integrar en él a las viejas clases dominantes, como la nobleza (mediante compromisos con ellas); los exaltados, por el contrario, pensaban que había que seguir desarrollando la «revolución» con medidas que buscaran el apoyo de las clases populares.
Sin embargo, también se diferenciaban en cuanto a la propia Constitución de 1812 que los exaltados defendían mantenerla tal como había sido aprobada por las Cortes de Cádiz y los moderados querían reformar en un sentido restrictivo, introduciendo el sufragio censitario y una segunda cámara, en la que estuviera representada la aristocracia territorial, como contrapeso al Congreso de los Diputados. Como ha destacado Ignacio Fernández Sarasola, «el bicameralismo llegaría a convertirse en uno de los grandes caballos de batalla entre exaltados y moderados durante el Trienio. Los primeros consideraban que cualquier mención a una Cámara alta era un síntoma de conservadurismo inaceptable, en tanto que los segundos entendían que la Cámara Alta resultaba imprescindible para calmar las acometidas “democráticas” de la Cámara popular».
El primer conflicto entre moderados y exaltados se produjo cuando el gobierno decidió el 4 de agosto de 1820 disolver el «Ejército de la Isla», es decir, el ejército que había llevado a cabo el pronunciamiento que había puesto fin al absolutismo. La razón era la desconfianza del partido moderado hacia la figura de Rafael del Riego, aclamado por los exaltados como el «héroe de las Cabezas» (de San Juan), porque creían que en torno a él se podría articular un amplio frente de oposición al Gobierno.

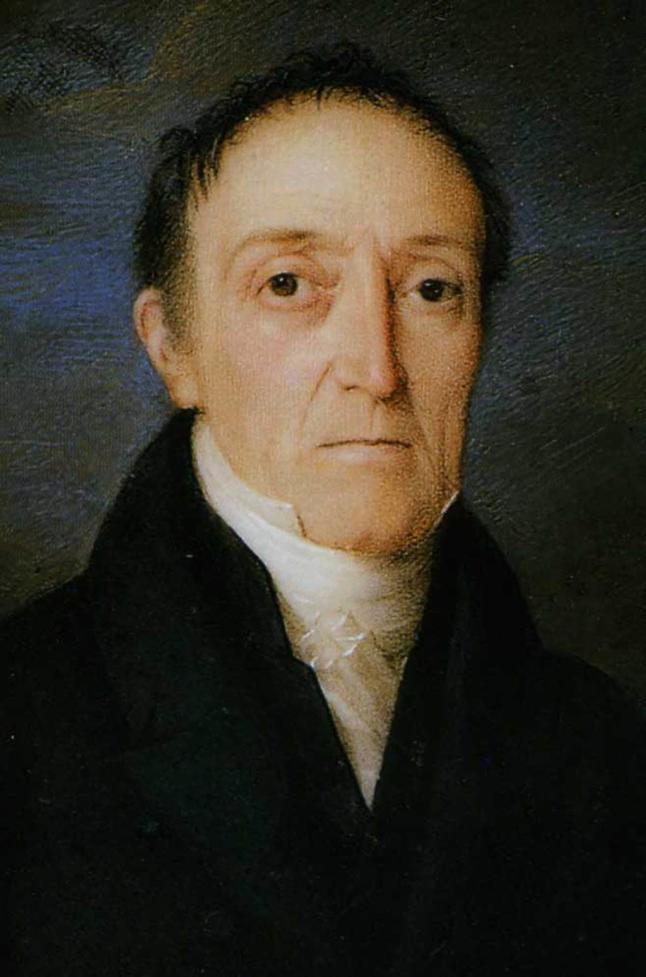
Álvaro Flórez Estrada, miembro destacado de los "exaltados", defendió a las sociedades patrióticas en el debate que tuvo lugar en las Cortes sobre la propuesta de los "moderados" para prohibirlas.

La ruptura definitiva entre moderados y exaltados tuvo lugar en octubre de 1820, con motivo del debate en las Cortes sobre la propuesta de prohibir las sociedades patrióticas. Los moderados las veían «más como un peligro para el orden público que como un aliado en la defensa del orden constitucional», que era como las veían los exaltados, y también como «una especie de contrapoder ilegítimo que los exaltados utilizaban para contrarrestar su escasa representación en el parlamento». Además temían que se transformaran en los radicales clubs jacobinos de la Revolución Francesa. Como ha destacado Juan Francisco Fuentes, esta visión contrapuesta sobre las sociedades patrióticas respondía a la «diferente concepción que moderados y exaltados tenían de la base social sobre la que debía descansar el liberalismo español. Para los primeros, la solidez del régimen pendía del apoyo que tuviera entre las clases propietarias y medias: burguesía, aristocracia terrateniente, clases medias profesionales... [Y] las sociedades patrióticas podían ser, por su carácter abierto y participativo una vía de entrada de las clases populares en la vida política. [...] Para los diputados exaltados, por el contrario, las sociedades patrióticas eran un instrumento fundamental para crear en España una verdadera opinión pública, la "reina de las naciones", como la calificó el diputado aragonés Romero Alpuente». Finalmente los moderados consiguieron que las Cortes aprobaran un decreto promulgado el 21 de octubre de 1820 cuyo primer artículo decía: «No siendo necesarias para el ejercicio de la libertad de hablar de los asuntos políticos las reuniones de individuos constituidos y reglamentados por ellos mismos, bajo los nombres de sociedades, confederaciones, juntas patrióticas o cualquiera otra sin autoridad pública, cesarán desde luego con arreglo a las leyes que prohíben estas corporaciones». Sin embargo, se permitía que continuasen actuando sin constituirse como tales y bajo la responsabilidad de la autoridad superior local que podía suspenderlas en cualquier momento (lo que en el futuro daría lugar a muchos conflictos).

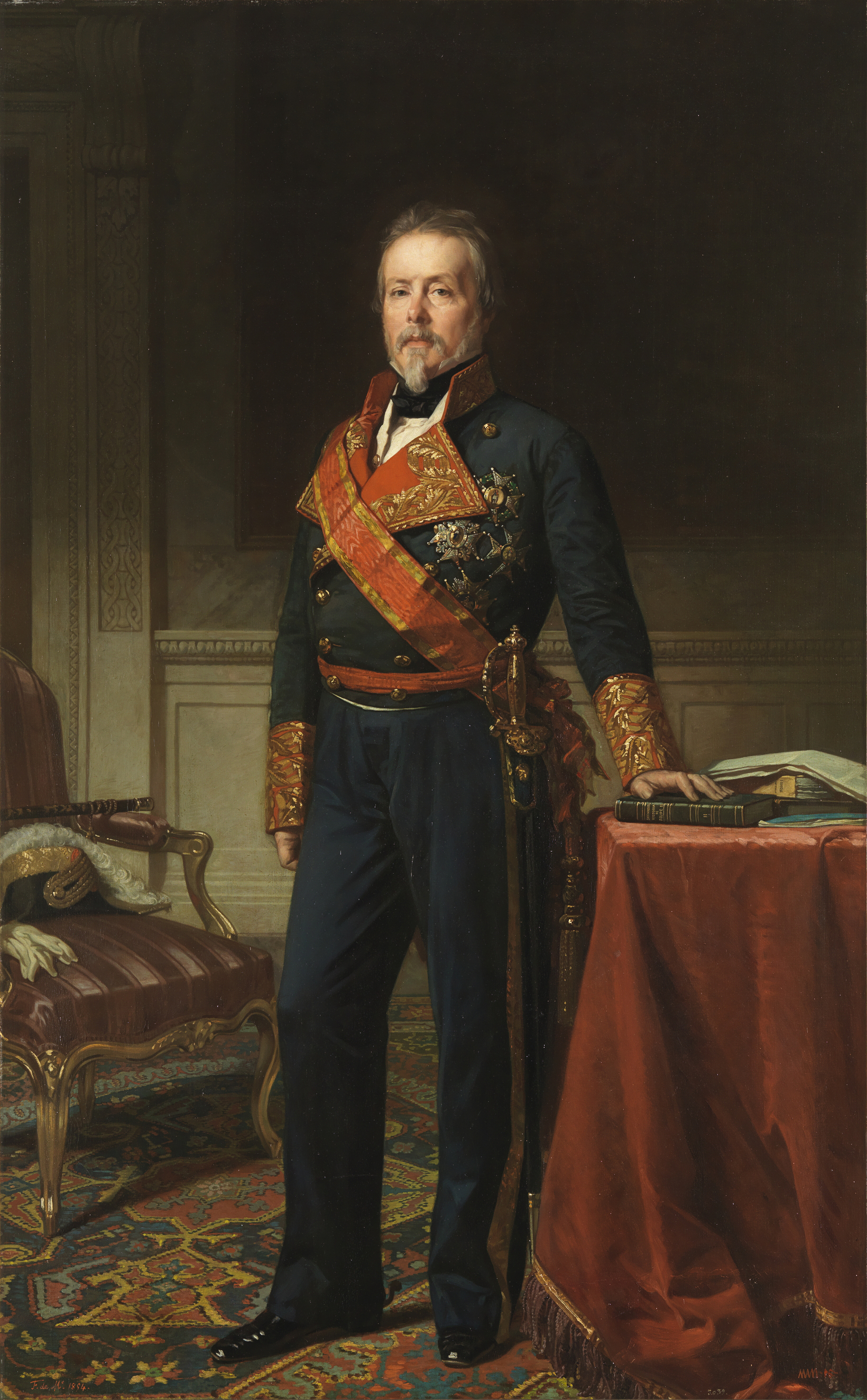
Evaristo Fernández de San Miguel, que encabezó el gobierno "exaltado" formado en agosto de 1822.

Justo al día siguiente del decreto sobre las sociedades patrióticas las Cortes aprobaban otro sobre la libertad de imprenta que volvió a ahondar la división entre moderados y exaltados pues estos últimos consideraron que la regulación que hacía de los «abusos» la restringía enormemente. Otro de los motivos de enfrentamiento entre moderados y exaltados la Milicia Nacional, que los segundos quisieron convertir en un instrumento revolucionario («la Patria armada») y los primeros en un garante del orden público, atajando los frecuentes actos de indisciplina y de insubordinación para que fuera una fuerza organizada y eficaz.
Además de las Cortes, el ámbito más visible de la confrontación entre moderados y exaltados fue la prensa. Entre los periódicos "exaltados" destacaron El Conservador (a pesar de su título), El Eco de Padilla, El Amigo del Pueblo, El Espectador, La Tercerola y, muy especialmente, El Zurriago (que llegó a alcanzar una tirada de más de seis mil ejemplares). También era afín a los "exaltados" el periódico político-satírico La Periodicomanía (cuyo antecedente era La Diarrea de las imprentas publicado durante las Cortes de Cádiz). Los "exaltados" también contaban con periódicos de esta tendencia editados fuera de Madrid.
La división entre exaltados y moderados también se produjo en el seno de la masonería —la única sociedad secreta existente en España— a la que estaban afiliados muchos políticos liberales. En enero de 1821 un grupo de masones afines a los exaltados rompió con la masonería oficial, dominada por los "moderados", y fundó la sociedad secreta de la Comunería, cuyos miembros serán conocidos como los comuneros o los hijos de Padilla. Según Antonio Alcalá Galiano, la Comunería «sustentaba las doctrinas y el interés de la parcialidad exaltada». Su órgano oficioso de prensa era el periódico que tenía el significativo título de El Eco de Padilla y su símbolo el color morado del pendón de Castilla enarbolado durante la Revuelta de las Comunidades, que era su referente histórico.
Entre los más destacados exaltados se encontraban el coronel Antonio Quiroga, Francisco Javier de Istúriz, Espoz y Mina, Juan Romero Alpuente, José María Calatrava, Álvaro Flórez Estrada, Juan Álvarez Mendizábal, Evaristo Fernández de San Miguel, Antonio Alcalá Galiano, etc.